# آن وارد
آن وارد (بالإنجليزية: Ann Ward)‏ هي عارضة أمريكية، ولدت في 20 أبريل 1991 في دالاس في الولايات المتحدة.

## وصلات خارجية
- آن وارد على موقع IMDb (الإنجليزية)
- آن وارد على موقع دليل عارضات الأزياء (الإنجليزية)